# كشكول لكل مواطن
كشكول لكل مواطن مسلسل مصري من إخراج: عادل قطب ومن تأليف فداء الشندويلي (قصة وسيناريو وحوار) وتمثيل صابرين، جميل راتب، رياض الخولي، شعبان حسين، سوسن بدر ومحمود الجندي.

## القصة
تدور أحداث المسلسل حول زوجة لرجل أعمال متورط في أعمال غير مشروعة؛ مما يدفعها للبحث في مدى شرعيتها، فتعثر على كشكول يضم مذكرات زوجها، فتكتشف أنه كوّن ثروته من الحرام والأعمال غير المشروعة، فتواجهه بالأمر وتطلب منه تطهير ثروته، بل تحاول مقابلة من ظلمهم، وتعيد إليهم حقهم المسلوب، لكن تشاء الأقدار أن يشفى ويدفع ثمن أخطائه بعد أن تضعه زوجته أمام خيارين: إما الطلاق، وإما تصحيح ما ارتكبه من أخطاء، وهكذا تبدأ رحلة تصحيح الأخطاء في شكل كوميدي كونه يرفض مواجهة ضحاياه.